# Euphoria basalis
Euphoria basalis, llamado comúnmente mayate de la calabaza (del náhuatl mayātl, "escarabajo") o jicote (del náhuatl xīcohtli, "abejorro") es una especie de coleóptero de la familia Scarabaeidae, nativo de Norteamérica (México y sur de Texas).
El adulto de Euphoria basalis es un escarabajo de unos 5 cm de largo, con élitros negros con detalles en color amarillo opaco. Tiene un ciclo de vida anual que coincide con la estación lluviosa y de floración de las plantas que conforman su alimento (aprox. julio a noviembre). Es de hábito diurno, volando entre flores cuyo polen y pétalos consume. Tiene una predilección por las cucurbitáceas como el chilacayote, además de muchas otras plantas anuales como el polocote, el burrillo, el alache y demás. Por su hábito generalista, se presume que juega un papel importante como polinizador de las plantas que visita.
Aunque se ha reportado como peste de cultivos de algodón, melón, calabaza y girasol, se estima que el daño que causa es de importancia económica insignificante.